# Martino Altomonte
Pour les articles homonymes, voir Altomonte.
Johann Martin Hohenberg (italianisé en Martino Altomonte), né le 8 mai 1657 à Naples et mort le 14 septembre 1745 à Vienne, est un peintre baroque austro-italien.

## Biographie

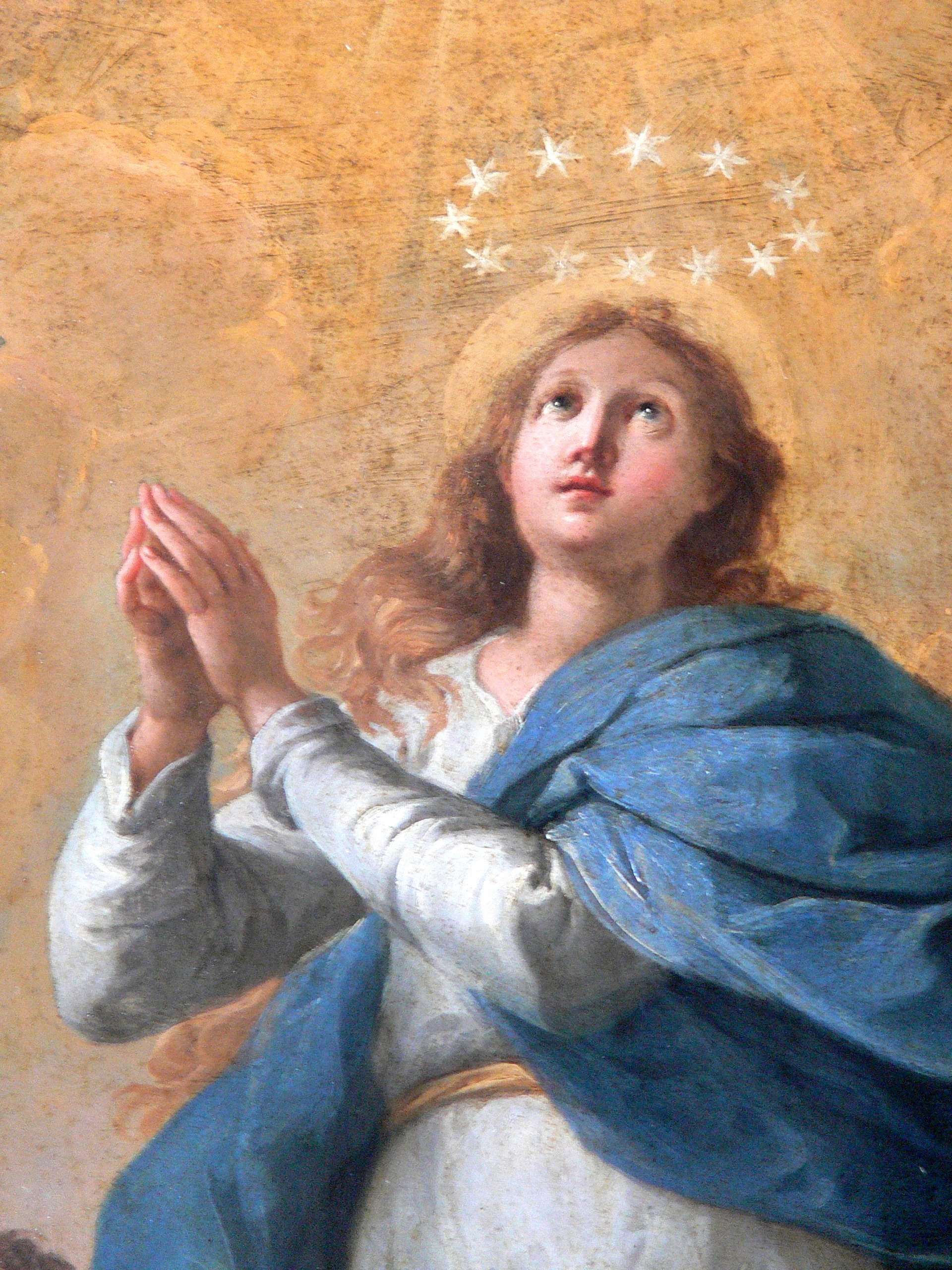
L'Immaculée Conception de l'église paroissiale de Sarleinsbach

Il est né à Naples d'un père boulanger d'origine tyrolienne émigré. Il part étudier à Rome en 1672 chez Giovanni Battista Gauli, G. Brandi et C. Maratti.
Il s'inspire des œuvres du Carrache et de Guido Reni. Il fait la synthèse de l'école de Rome et de l'école de Naples. En 1683, il est appelé à Varsovie, où il est nommé peintre de la Cour par le roi Jean III Sobieski. Il italianise alors son nom en Altomonte, pour profiter de la mode italienne. Il y peint des scènes de bataille dont le Siège de Vienne par les Turcs et des œuvres religieuses. Il épouse en 1690 Barbara Dorothea Gerkien en l'église de la Sainte-Croix de Varsovie.
Altomonte s'installe à Vienne à la fin du siècle, où il demeure le restant de sa vie, peignant nombre de scènes religieuses et de tableaux d'autel, comme à l'église Saint-Charles-Borromée et à l'église Saint-Pierre. Il est membre de l'académie impériale en 1707. Ses fresques du palais inférieur du Belvédère lui apportent une grande renommée. Il prend pour modèle l'art de la perspective de Sebastiano Ricci. En 1729, il installe son atelier au Heiligenkreuzerhof de Vienne. Dans les années 1730, il s'installe auprès de l'abbaye de Heiligenkreuz, où les cisterciens l'accueillent en tant que familiaris, comme Giuliani. Il peint en 1736 le tableau du maître-autel de l'église de Mönchhof (village appartenant à l'abbaye). Cet autel est l'œuvre d'Elias Hügel avec des statues de Giuliani en pierre de Zogelsdorf.
Altomonte a près de quatre-vingts ans, lorsque l'abbé de Wilhering lui commande le maître-autel de l'abbatiale.
Il est enterré au cimetière de l'abbaye de Heiligenkreuz, auprès de son ami Giovanni Giuliani.
Son fils Bartolomeo Altomonte, également peintre, est né en 1694.

## Illustrations

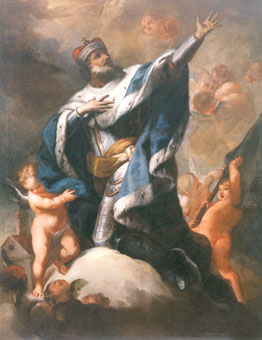
Apothéose de saint Léopold (Galerie national hongroise)
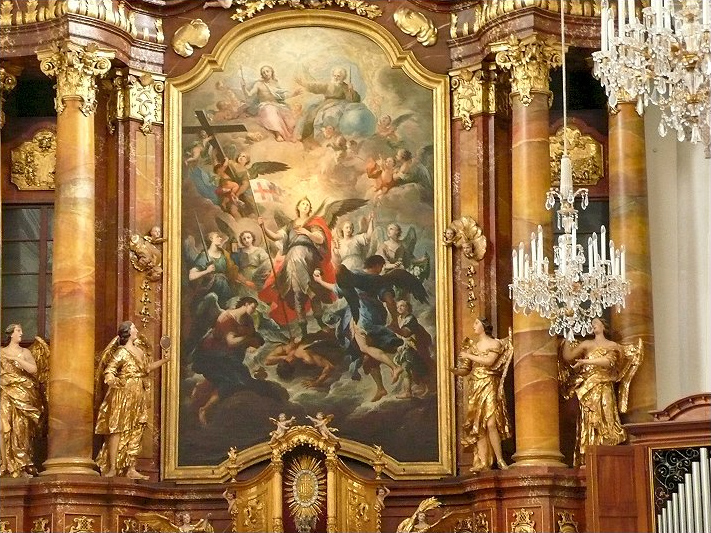
Saint Michel (église des Ursulines de Linz)
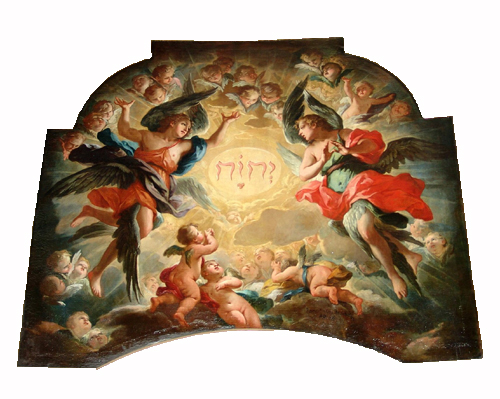
Adoration du Nom de Dieu (église Saint-Pierre de Vienne)
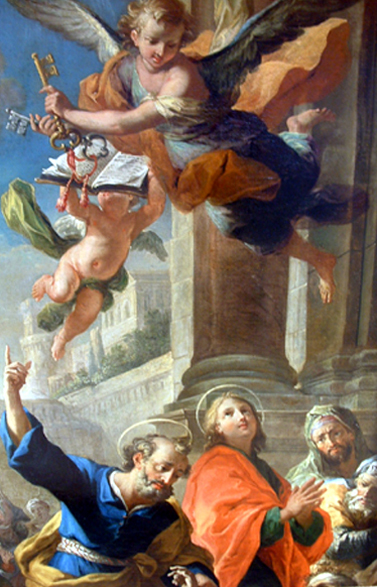
Détail du tableau du maître-autel de l'église Saint-Pierre de Vienne
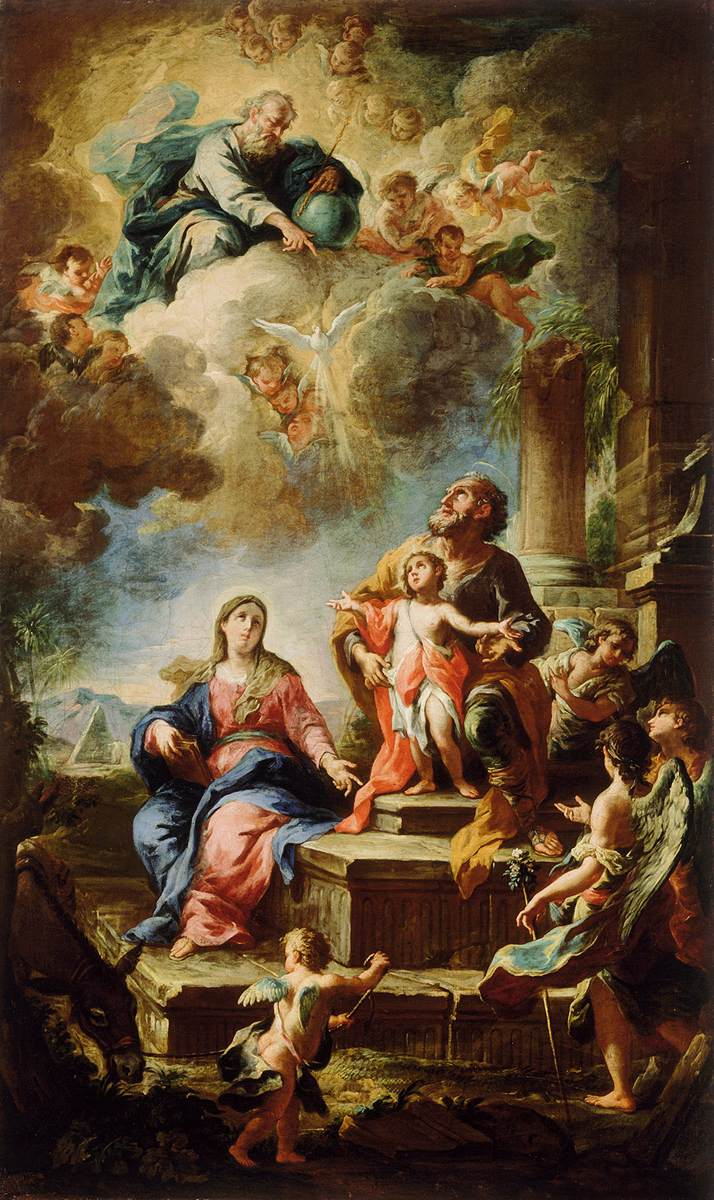
Le Repos pendant la Fuite en Égypte (Galerie nationale de Slovénie)